# 常信寺 (松山市)
常信寺（じょうしんじ）は、愛媛県松山市にある天台宗の寺院。久松家四ヶ寺のひとつ。

## 歴史
- 持統天皇4年（690年）、勅令により建立された法相宗の神宮寺が起源。
- 大同年間（806年-809年）頃に真言宗に改宗、寺号を弘真院と改める。
- 天長6年（829年）に天台宗に改宗、住職に光定を迎え、伝円仁（慈覚大師）作の十一面観音菩薩像を安置した。
- 寛永12年（1635年）に松山藩主となった松平定行が松山城鎮護のため京の延暦寺、江戸の寛永寺の先例に倣って現在地に移転、寺号を常信寺と改めた。
  - 移転後の初代住職には憲海（天海（慈眼大師）の弟子）が就任した。
- 宝永元年（1704年）に火災で焼失し、翌年再建された。
- 寛政4年（1792年）に火災で焼失し、その後再建された。
- 明治維新で庫裏や書院が破却される。その後復興した。

## 塔頭
- 見明院
- 本覚院

## 文化財
愛媛県指定史跡
- 松平定行の霊廟[1]

## 参考資料
- 藤本数夫「祝谷山常信寺の歴史と松平家」伊予史談会『伊予史談』所収